# クワイトファイン
クワイトファインは日本の競走馬、種牡馬である。

## 来歴
父トウカイテイオー、母オーロラテルコの牡馬、鹿毛。
2024年12月現在、父トウカイテイオーの唯一の後継種牡馬であり、日本国内の内国産種牡馬としては唯一のヘロド系種牡馬でもある。（同じヘロド系であったギンザグリングラスは2023年12月に心不全で死亡）（2025年よりヘロド系のパールシークレットが日本国内で種牡馬として繁養される見込み）
2012年5月14日、北海道の門別競馬場でデビュー。その後、福山競馬を経て、2013年に名古屋競馬にて初勝利を挙げる。
その後、南関東の浦和競馬、オーナー交代とともに船橋競馬に移籍、金沢競馬での「楽天特産品キャンペーン実施中！賞」の10着を最後に競走馬を引退、生涯戦績142戦6勝。2020年現在は、北海道新冠町のクラックステーブルに滞在している。

## 種牡馬としての活動
以下、基本的に産駒の情報は種付け年を基準として扱う。

### 種牡馬登録まで
2019年11月17日より、種牡馬入りを目指してクラウドファンディングが開始された。2020年1月8日に目標額を達成したことがプロジェクトのツイッターアカウントにより発表され、種牡馬入りすることが決定した。

### 2020年
2020年の種付け頭数は2頭であり、うちキネオスイトピーが3回目の種付けで受胎、鹿毛の牝馬を出産したが2021年7月27日に病気のため死去している。
当初、種牡馬登録は原則2020年度のみの予定であり、希望があれば翌年度以降も継続するとされていたが、その後1人の馬主から2020年をもって引退する牝馬をトレードする予定であることが発表、2021年度も引き続き種牡馬登録されることとなった。

### 2021年
2021年は3頭に種付けし内2頭が受胎した。翌年それぞれ牝馬を出産しており、定期登録審査を完了している。
クワイエットエニフ（バトルクウ2022、幼名：カカラ）は産まれたメイタイファームから吉澤ステーブルに移り、競走馬としての育成を開始。大井競馬場、真島大輔厩舎に入厩が決まった。2025年4月14日、西啓太騎手騎乗にてデビューするも結果は6着となった。
テイオーノユメ（ママテイオーノユメ2022）は所有者が異なるが、こちらも地方競馬へ登録、能力検査を合格し競走馬として登録された。なお、出走成績は11戦0勝で、乗馬への転向が馬主より発表された。

### 2022年
2022年も引き続き種牡馬登録され、4頭に種付けしすべて受胎に成功。翌年3頭が続けて牝馬を出産したが、ママテイオーノユメ（父：ヴァンセンヌ、母父：トウカイテイオー）が牡馬を出産した。
バトルクウ2023はサマーセールにて（株）ビープロジェクトが110万円で落札。ベラジオノユメと名付けられ、門別競馬場、田中淳司厩舎に登録され、能力試験に合格している。
所有者の異なる2023年度産駒はそれぞれ、ドリームテイオー（牡馬：ママテイオーノユメ2023）、イットールビー（牝馬：イットーイチバン2023）、と名付けられている。また、ガレットデロワ2023は中央競馬へのデビューが予定されている。

### 2023年
2023年も引き続き種牡馬登録され、2頭に種付けしたが、受胎に成功したのは前年に続き2度目の種付けとなったガレットデロワのみだった。
翌年ガレットデロワは牝馬を出産。
なお、12月22日にギンザグリングラスが死去したため、この時点で国内唯一のヘロド系直系種牡馬となった。

### 2024年
2024年も引き続き種牡馬登録され、バトルクウとさらにもう一頭へ種付けを行ったが、受胎に成功したのはバトルクウのみとなった。
翌年バトルクウは牡馬を出産。馬主所有の幼駒としては初めての牡馬となり、プロジェクト内でトウカイテイオーの血統が繋がることになった。このバトルクウ2025は馬主より共同所有の方針であることが発表されている（2025年3月23日時点、この共同所有はいわゆるクラブ等の一口所有ではなく、地方馬主資格所有者向けの1/20所有）。
なお、2025年よりヘロド系直系種牡馬であるパールシークレットがアロースタッドに繁養される見込みとなったため、唯一のヘロド系種牡馬ではなくなる。

### 2025年
2025年も引き続き種牡馬活動を行っており、アナモリに種付けを行ったことが発表されている（なお例年種付けを行っていた馬主所有のバトルクウにはパールシークレットが種付けされたことが発表されている）。

## 血統

### 血統表
| クワイトファインの血統        | クワイトファインの血統             | クワイトファインの血統   | （血統表の出典）         | （血統表の出典） |
| 父系                          | パーソロン系                       | パーソロン系             | パーソロン系             | [ § 2 ]          |
| 父 トウカイテイオー 1988 鹿毛 | 父の父シンボリルドルフ 1981 鹿毛   | *パーソロン              | Milesian                 | Milesian         |
| 父 トウカイテイオー 1988 鹿毛 | 父の父シンボリルドルフ 1981 鹿毛   | *パーソロン              | Paleo                    |                  |
| 父 トウカイテイオー 1988 鹿毛 | 父の父シンボリルドルフ 1981 鹿毛   | スイートルナ             | スピードシンボリ         | スピードシンボリ |
| 父 トウカイテイオー 1988 鹿毛 | 父の父シンボリルドルフ 1981 鹿毛   | スイートルナ             | ダンスタイム             |                  |
| 父 トウカイテイオー 1988 鹿毛 | 父の母トウカイナチュラル 1982 鹿毛 | *ナイスダンサー          | Northern Dancer          | Northern Dancer  |
| 父 トウカイテイオー 1988 鹿毛 | 父の母トウカイナチュラル 1982 鹿毛 | *ナイスダンサー          | Nice Princess            |                  |
| 父 トウカイテイオー 1988 鹿毛 | 父の母トウカイナチュラル 1982 鹿毛 | トウカイミドリ           | *ファバージ              | *ファバージ      |
| 父 トウカイテイオー 1988 鹿毛 | 父の母トウカイナチュラル 1982 鹿毛 | トウカイミドリ           | トウカイクイン           |                  |
| 母 オーロラテルコ 1998 鹿毛   | 母の父ミスターシービー 1980 黒鹿毛 | トウショウボーイ         | *テスコボーイ            | *テスコボーイ    |
| 母 オーロラテルコ 1998 鹿毛   | 母の父ミスターシービー 1980 黒鹿毛 | トウショウボーイ         | *ソシアルバターフライ    |                  |
| 母 オーロラテルコ 1998 鹿毛   | 母の父ミスターシービー 1980 黒鹿毛 | シービークイン           | *トピオ                  | *トピオ          |
| 母 オーロラテルコ 1998 鹿毛   | 母の父ミスターシービー 1980 黒鹿毛 | シービークイン           | メイドウ                 |                  |
| 母 オーロラテルコ 1998 鹿毛   | 母の母オーロラシロー 1982 栗毛     | シンザン                 | *ヒンドスタン            | *ヒンドスタン    |
| 母 オーロラテルコ 1998 鹿毛   | 母の母オーロラシロー 1982 栗毛     | シンザン                 | ハヤノボリ               |                  |
| 母 オーロラテルコ 1998 鹿毛   | 母の母オーロラシロー 1982 栗毛     | ヤノセイラン             | タニノムーティエ         | タニノムーティエ |
| 母 オーロラテルコ 1998 鹿毛   | 母の母オーロラシロー 1982 栗毛     | ヤノセイラン             | レデイロック             |                  |
| 母系(F-No.)                   | レデイアリス系(FN:3-f)             | レデイアリス系(FN:3-f)   | レデイアリス系(FN:3-f)   | [ § 3 ]          |
| 5代内の近親交配               | Princely Gift：5×5=6.25%           | Princely Gift：5×5=6.25% | Princely Gift：5×5=6.25% | [ § 4 ]          |
| 出典                          | 1. 2. 3. 4.                        | 1. 2. 3. 4.              | 1. 2. 3. 4.              | 1. 2. 3. 4.      |

血統内に日本ダービー馬が5頭(ヒサトモを含めれば6頭)入っている。4代母レデイロックは第60回天皇賞（秋）を勝利したメジロタイヨウの全妹。クワイトファインの同血統の全姉（キューティホーク、ハツネ）がおり、繁殖入りしている。2代母オーロラシローの孫にニシノチャーミーがいる。